# Passalozetes onubensis
Passalozetes onubensis är en kvalsterart som beskrevs av Subías, Ruiz och Kahwash 1990. Passalozetes onubensis ingår i släktet Passalozetes och familjen Passalozetidae. Inga underarter finns listade i Catalogue of Life.